# Rincón del Verde
Rincón del Verde är en ort i Mexiko.   Den ligger i kommunen Escuinapa och delstaten Sinaloa, i den centrala delen av landet, 800 km nordväst om huvudstaden Mexico City. Rincón del Verde ligger 41 meter över havet och antalet invånare är 290.
Terrängen runt Rincón del Verde är platt åt sydväst, men åt nordost är den kuperad. Runt Rincón del Verde är det ganska glesbefolkat, med 40 invånare per kvadratkilometer. Närmaste större samhälle är Escuinapa de Hidalgo, 8,1 km söder om Rincón del Verde. Omgivningarna runt Rincón del Verde är en mosaik av jordbruksmark och naturlig växtlighet.